# Odontomyia vanderwulpiana
Odontomyia vanderwulpiana är en tvåvingeart som beskrevs av Brethes 1907. Odontomyia vanderwulpiana ingår i släktet Odontomyia och familjen vapenflugor. Inga underarter finns listade i Catalogue of Life.